# Arvicolins

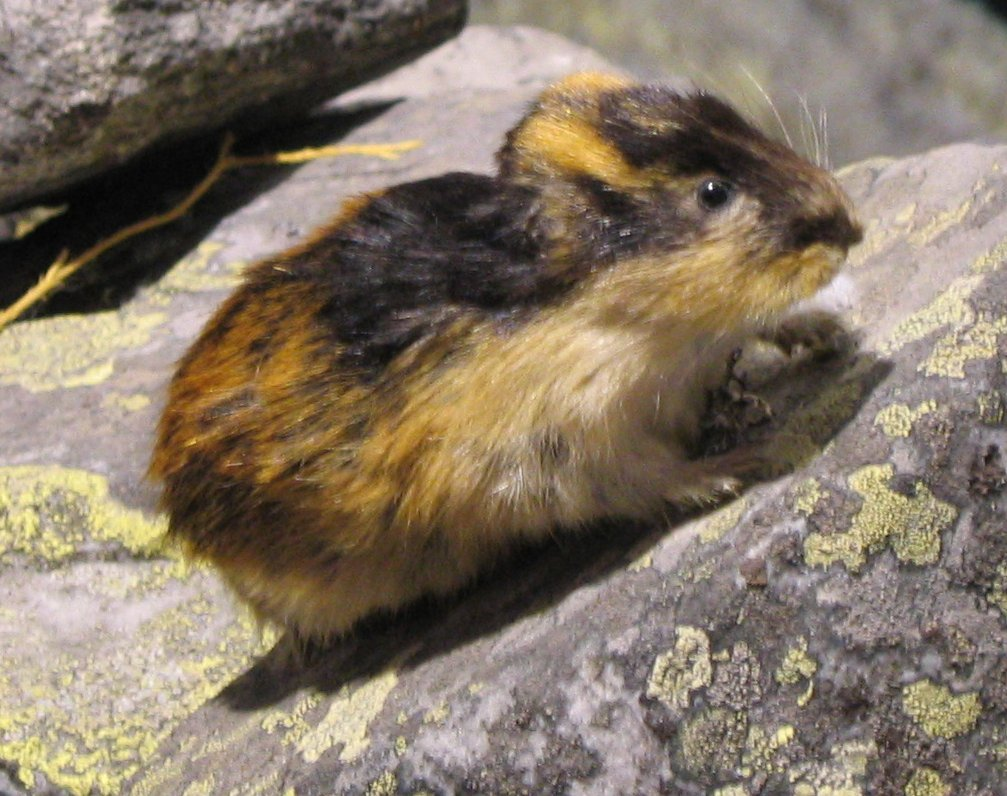
Lèmming comú (Lemmus lemmus)

Els arvicolins (Arvicolinae) són petits rosegadors amb aspecte de rata o ratolí.

## Descripció
El fet que s'agrupin en una família a banda, però, ja fa pensar que se'n deuen diferenciar en alguns trets essencials. El més evident és la cua: en lloc de ser llarga i amb quatre pèls esparsos, és curteta -no sol igualar la meitat de la longitud del cap més el cos- i totalment coberta de pèl. A més, els talpons tenen el musell més arrodonit que els ratolins, els ulls i les orelles més petits, les potes més curtes i el pelatge més espès.
Les diferents espècies d'arvicolins s'assemblen extraordinàriament. Per a diferenciar-les, els zoòlegs es basen en la morfologia dentària i en les mesures del crani.

## Costums
La majoria d'espècies menen una vida preferentment subterrània: fan el niu sota el sòl i deixen a la superfície uns munts de terra semblants als dels talps. Per això reben el nom de talpons. Hi ha espècies solitàries, d'altres que constitueixen grups familiars i unes darreres que viuen en colònies i cap no hiberna. Tots són herbívors i, en general, menjadors d'herba, si bé, a més de plantes verdes, consumeixen arrels, bulbs, tubercles, bolets, llavors i líquens i alguna espècie també captura petits invertebrats.

## Espècies d'arvicolins alsPaïsos Catalans
- Rata d'aigua.
- Rata talpera.
- Talpó roig.
- Talpó de tartera.
- Talpó camperol.
- Talpó muntanyenc.
- Talpó pirinenc.
- Talpó comú.